# 230 N 901 à 928
Les 230 N 901 à 928 sont des locomotives de la SNCF ayant circulé sur la région Ouest.

## Histoire
Ces machines, de disposition Ten wheel sont issues de la série 4001 à 4084 du PO et devenues à la SNCF 4-230 C 2 à 84. Dans cette série, 28 machines furent mutées de la région Sud-Ouest vers la région Ouest en 1938. Elles forment alors la série 3-230 N 901 à 928.
En 1948, il ne reste plus que 9 machines en service les 230 F[pas clair] 901 à 909. Toutes disparaissent dans la décennie suivante.

## Description
Ces machines sont munies d'une chaudière à foyer Belpaire. Le moteur vapeur est compound de Glehn et comprend 4 cylindres munis de tiroirs cylindriques[réf. nécessaire].